# Gedion Zelalem
Gedion Zelalem (* 26. ledna 1997, Berlín, Německo) je německo-americký fotbalový záložník s etiopskými kořeny, který v současnosti hraje v anglickém Arsenalu.

## Úspěchy

### Klubové

#### Arsenal
- FA Cup : 2013-14
- FA Community Shield : 2014

## Statistiky

### Klubové
Aktualizováno k 13. 12. 2014
| Klub             | Sezóna           | Liga             | Liga   | Liga | FA Cup | FA Cup | League Cup | League Cup | Evropa | Evropa | Celkem | Celkem |
| Klub             | Sezóna           | Divize           | Starty | Góly | Starty | Góly   | Starty     | Góly       | Starty | Góly   | Starty | Góly   |
| ---------------- | ---------------- | ---------------- | ------ | ---- | ------ | ------ | ---------- | ---------- | ------ | ------ | ------ | ------ |
| Arsenal FC       | 2013–14          | Premier League   | 0      | 0    | 1      | 0      | 0          | 0          | 0      | 0      | 1      | 0      |
| Arsenal FC       | 2014–15          | Premier League   | 0      | 0    | 0      | 0      | 0          | 0          | 1      | 0      | 1      | 0      |
| Celkem v kariéře | Celkem v kariéře | Celkem v kariéře | 0      | 0    | 1      | 0      | 0          | 0          | 1      | 0      | 2      | 0      |